# Православие в Турции

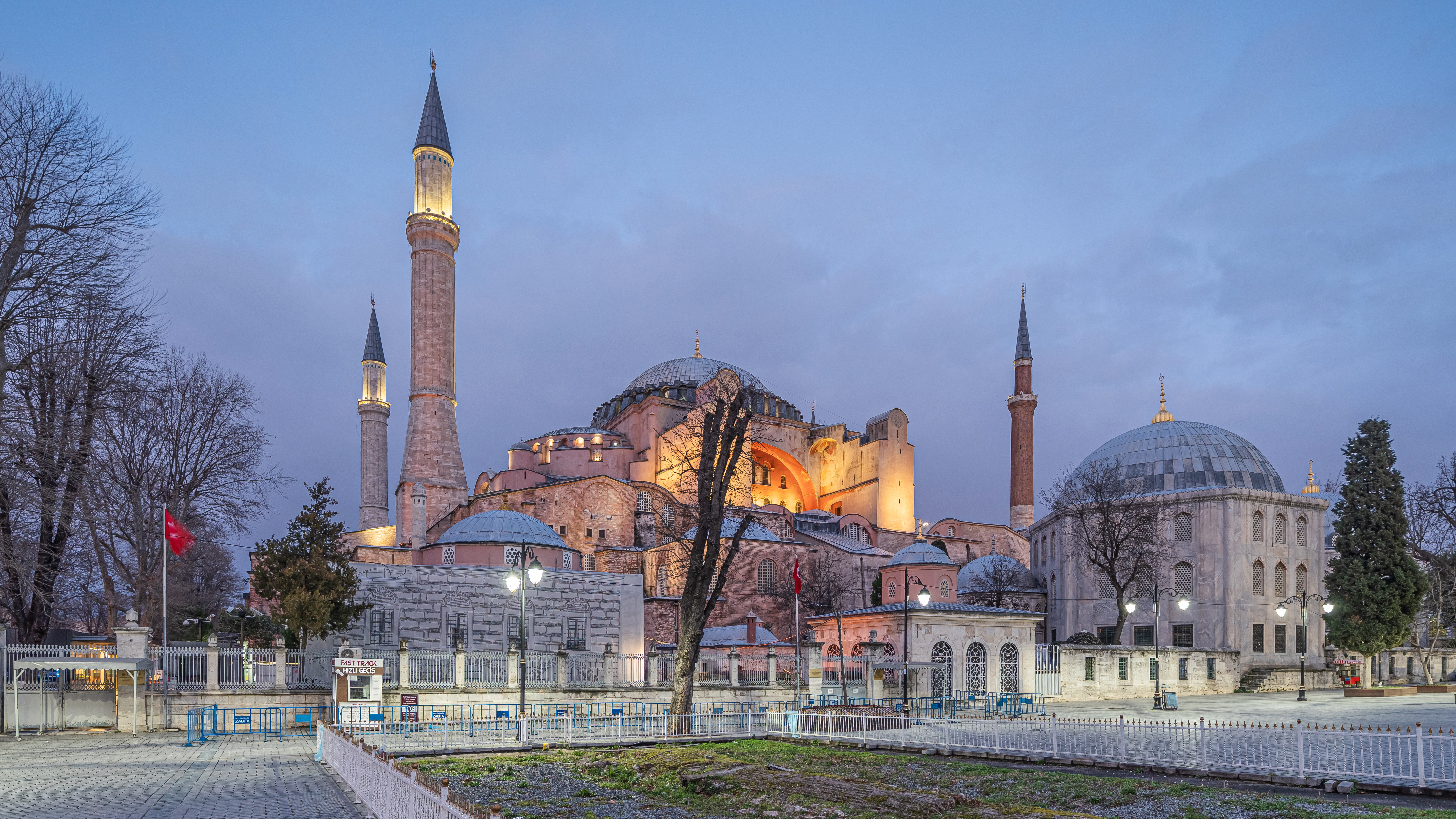
Софийский собор в Стамбуле

Христианство (а после церковного 1054 года и собственно православие) — основная религия на территории современной Турции в III-XV веках. Бывшее до XX века значительным православное меньшинство (греки, а также арабы) с 1920-х годов претерпело резкое сокращение и ныне сохраняется в Стамбуле и островах. Вся территория Турции находится в пределах церковной юрисдикции Константинопольского патриархата (Хатай прежде входил в Антиохийский патриархат).

## История
В регионе, ставшем впоследствии территорией Турции, в I и II веках проповедовал ряд апостолов и мужей апостольских, в частности Андрей Первозванный, который почитается как основатель Константинопольской церкви; здесь проходили заседания всех церковных соборов, признаваемых в православии вселенскими. Согласно новозаветной книге Деяния (11:26), впервые именование христиан в отношении последователей Христа было применено в Антиохии (ныне Турция, близ города Антакья).
К началу XX века в Малой Азии, равно как и в Восточной Фракии уже преобладали мусульмане, хотя православное большинство (71 %) сохранилось в районе Айдына (г. Смирна/современный Измир) и Трапезунда (Трабзона); православные также составляли значительное меньшинство населения Константинополя (столицы Османской империи).
В XIX веке на территории Османской империи также возникли приходы Русской православной церкви. В начале XX века в Турции было 7 русских православных храмов:
- Святых равноапостольных Константина и Елены при русском посольстве (с 1818 года, перестроен и заново освящен в 1867 году);
- Святителя Николая Чудотворца в посольстве в Пере (построен в 1845 году);
- в Сан-Стефано (построена в 1894—1898 годах, закрыта турецкими властями в 1914 году);
- Святого великомученика Пантелеймона (освящена в 1898 году) в Галате, закрыта во время Первой мировой войны;
- Святого пророка Ильи в Галате, закрыта во время Первой мировой войны;
- Святого апостола Андрея Первозванного в Галате, закрыта во время Первой мировой войны.

В конце 1918 года открылись три русских храма в Галате, а в 1919—1921 годах в Константинополь хлынул поток беженцев из России (по разным оценкам до 250 тыс. человек), среди которых многие были православными. Среди прибывших оказались русские иерархи, которые смогли получить от Константинопольского патриархата право на создание особой церковной русской единицы в Турции. Указ Константинопольского синода № 9084 от 2 декабря 1920 года предоставил русским архиереям ряд прав (кроме развода) по окормлению русских верующих, в том числе самоуправление в виде созданного из русских иерархов органа (Эпитропия). Вселенский патриарх благословил проведение в ноябре 1920 года в Константинополе архиерейского собора, который переименовал Временное церковное управление Юга России в Русское церковное управление за границей. Его главой стал Антоний (Храповицкий), который возглавил Архиерейский Синод. Просуществовала эта организация недолго. Уже в мае 1921 года она переехала в Сремски-Карловцы. В октябре 1921 года в Турции было 19 православных русских храмов, причем русские священники имели разрешение периодически совершать богослужения в греческих церквях.
В 1923—1924 годах обострились отношения между русскими православными общинами в Турции и Константинопольским патриархатом. Глава созданного русского Константинопольского церковного округа архиепископ Анастасий (Грибановский) выступил против планов реформ патриарха Мелетия. После этого Анастасий получил указание от Константинопольской патриархии о запрете «касаться большевизма со всех точек зрения, даже как ярко выраженного антирелигиозного и антиморального начала, так как это могло бы набросить тень на советскую власть, признанную законной всем русским народом и Патриархом Тихоном». Вскоре патриарх Григорий VII признал обновленчество вместо патриарха Тихона и запретил архиепископа Анастасия в служении. Вскоре Анастасий выехал из Турции. Русская община в Стамбуле в 1920-е годы быстро сокращалась. Она насчитывала в 1926 году 5 тыс. человек, в 1928 году только 1747 человек, в 1937 году 1200 чел.. В 1923 году были установлены дипломатические отношения между Турцией и СССР, что привело к передаче советским дипломатам зданий бывших российских миссий. Сразу же были закрыты церкви святителя Николая Чудотворцы и святых равноапостольных Константина и Елены.
В 1920-е годы сократилось число православных греков в Турции. По условиям греко-турецкого обмена населением 1923 года православные греки обязаны были покинуть Турцию, а мусульмане — Грецию; исключения составляли мусульмане Западной Фракии в Греции, с одной стороны, и православные греки в Константинополе — с другой. Бо́льшая часть последних покинула страну после погрома 1955 года.
В 1929 году турецкие власти закрыли три дореволюционные русских церкви в Галате, но в 1934 году Константинопольский патриархат смог их вернуть русским монахам.

## Современное положение
На 2011 год по оценкам некоторых исследователей число православных в Турции составляет 0,008 % от численности населения страны (т. е около 5897 человек).

### Православные церкви в Турции
- Константинопольская православная церковь
- Турецкая православная церковь (неканоническая, крайне малочисленная)
- Общество русскоязычных православных верующих провинции в Турции